# Makmur Jaya (Betara)
Makmur Jaya is een bestuurslaag in het regentschap Tanjung Jabung Barat van de provincie Jambi, Indonesië. Makmur Jaya telt 3919 inwoners (volkstelling 2010).